# Зайцево (Гур'євський міський округ)
Зайцево (рос. Зайцево) — селище Гур'євського міського округу, Калінінградської області Росії. Входить до складу Храбровського сільського поселення.
Населення — 20 осіб (2015 рік).

## Населення
| 2002 | 2010 |
| ---- | ---- |
| 24   | ↘20  |